# 鳳凰鎮區 (阿肯色州波普縣)
鳳凰鎮區（英語：Phoenix Township）是位於美國阿肯色州波普縣的一個行政鎮區。

## 地方資料
根據2010年美國人口普查的數據，鳳凰鎮區的面積為32.40平方千米，當中陸地面積為32.40平方千米，而水域面積為0.00平方千米。當地共有人口313人，而人口密度為每平方千米9人。